# Colius
Colius is een geslacht van vogels uit de familie muisvogels (Coliidae).

## Soorten
Het geslacht kent de volgende soorten:
- Colius castanotus – Roodrugmuisvogel
- Colius colius – Witrugmuisvogel
- Colius leucocephalus – Witkopmuisvogel
- Colius striatus – Bruine muisvogel